# Скуженно
Скуженно (пол. Skórzenno, нім. Wurzelacker) — село в Польщі, у гміні Осек Староґардського повіту Поморського воєводства. Населення — 169 осіб (2011).
У 1975—1998 роках село належало до Гданського воєводства.

## Демографія
Демографічна структура станом на 31 березня 2011 року:
|          | Загалом | Допрацездатний вік | Працездатний вік | Постпрацездатний вік |
| -------- | ------- | ------------------ | ---------------- | -------------------- |
| Чоловіки | 84      | 10                 | 61               | 13                   |
| Жінки    | 85      | 20                 | 49               | 16                   |
| Разом    | 169     | 30                 | 110              | 29                   |